# Anka Krašna
Anka Krašna (tudi Anka Krašna Kocijan), slovenska slikarka in profesorica, * 30. april 1950, Maribor.
Anka Krašna je iz slikarstva diplomirala leta 1976 pri profesorju Gabrijelu Stupici, pri Francu Kokalju pa še iz vitraja. Kot redna profesorica predava risarsko in slikarsko oblikovanje na mariborski Pedagoški fakulteti.

## Nagrade[3]
- 1969 šolska Prešernova nagrada II. gimnazije Maribor
- 1975 nagrada Prve jugoslovanske kolonije mladih v Ivanjici
- 1982 diploma na 17. Ex temporu Piran
- 1987 odkupna nagrada na XXII. Ex temporu Piran
- 1988 odkupna nagrada na XXIII. Ex temporu Piran
- 1988 odkupna nagrada na III. Ex temporu Rogaška Slatina
- 1995 odkupna nagrada UGM Maribor na razstavi DLUM
- 1996  nagrada DLUM
- 2004 Glazerjeva listina
- 2015 nagrada Zveze društev slovenskih likovnih umetnikov
- 2017 nagrada zveze društev slovenskih likovnih umetnikov za življenjsko delo[4]
- 2025 Glazerjeva nagrada za življenjsko delo